# Cullen (circonscription du Parlement d'Écosse)
Pour les articles homonymes, voir Cullen.
Cullen dans le Banffshire était un burgh royal qui a envoyé un Commissaire au Parlement d'Écosse et à la Convention des États.
Le Parlement d'Écosse a cessé d'exister avec l'Acte d'Union de 1707 et le commissaire de Cullen, Patrick Ogilvy, a été l'un de ceux qui ont été cooptés pour représenter l'Écosse au premier Parlement de Grande-Bretagne. À partir des Élections générales de 1708 Banff, Cullen, Elgin, Inverurie et Kintore ont formé le district de Elgin, élisant un Membre du Parlement.

## Liste des commissaires de burgh
- 1661: George Dunbar [1]
- 1663: George Leslie [1]
- 1665 convention, 1667 convention: non représenté
- 1669–72: __ Baird  [2]
- 1678 convention, 1685–86: George Leslie, baili [3]
- 1681–82, 1689 convention, 1689–1695: Sir James Ogilvie de cet acabit (a pris des fonctions publiques en 1696)[4]
- 1696–1702: Sir John Hamilton de Hallcraig [4]
- 1702-1707: Patrick Ogilvy[5]